# Station Radów
Station Radów is een spoorwegstation in de Poolse plaats Radów.